# Расстрел в Палеохуни
Расстрел в Палеохуни:71) — расстрел свыше 200 человек греческого мирного населения, совершённый солдатами Вермахта 24 февраля 1944 года, в Палеохуни, Аркадия, во время тройной, германо-итало-болгарской, оккупации Греции, в годы Второй мировой войны.
Одно из многочисленных подобных кровавых событий последнего года оккупации на полуострове Пелопоннес

## Предыстория
После оккупации Греции силами Оси в апреле-мае 1941 года, Греция стала одной из европейских стран где партизанское движение приняло наибольшие масштабы.
Пытаясь приостановить рост партизанского движения в Греции, немецкое командование, среди прочих мер, использовало меру многократного ответа за каждого убитого немецкого солдата.
Аресты членов Коммунистической партии Греции (КПГ), или просто симпатизирующих Национально-освободительному фронту (ЭАМ) носили не только превентивный характер, но ставили своей целью создания числа заложников для ответных мер.

## Предшествующие события
Расстрелу в Палеохуни предшествовала атака отряда лейтенанта Г. Керкемезоса из XI полка Народно-освободительной армии Греции (ЭЛАС):71на немецкую механизированную колонну на шоссе Мегалополис — Триполис. Немцы потеряли убитыми 30 человек, германское командование приступило к немедленным ответным репрессивным мерам и потребовало доставку на место атаки 200 заложников.

## Расстрел
Заложники (в основном члены Национально-освободительного фронта (ЭАМ) были запрошены из тюрьмы в Триполис, но число затребованное немецким командованием было большим и немцам понадобилось «изъять» арестованных и из других тюрем южного Пелопоннеса, главным образом из города Каламата.
Впоследствии на шоссе от Триполиса до Палеохуни жители подобрали большое число записок смертников, адресованных их близким.
В конечном итоге в Палеохуни было расстреляно, как считалось (см. ниже), 204 человека. Самому младшему из них (Афанасию Тавуларису) было 16 лет. В числе расстрелянных был и один армянин (Карник Касапян):75.
Немецкое командование позаботилось опубликовать своё заявление: « За малодушную атаку на немецкую колонну на шоссе Мегалополис — Триполис в качестве ответной меры, на месте преступления 24 февраля 1944 года расстреляны 200 коммунистов»:77.
Для захоронения расстрелянных в братские могилы немцы мобилизовали жителей Триполиса, доставленных на место расстрела после соответствующей облавы в городе.

## Память
Первые надгробные кресты были установлены немногочисленными жителями Палеохуни сразу после расстрела.
Впоследствии на месте расстрела была установлена памятная плита с именами 204 человек как расстрелянных 24 февраля (сегодня принята документированная информация о 212 человеках, чьи имена дополнены на памятной плите), так и ещё 35 человек, расстрелянных на этом же месте в последующие последние месяцы оккупации:78.